# When the Men Left Town
When the Men Left Town è un cortometraggio muto del 1914 diretto da C.J. Williams.

## Produzione
Il film fu prodotto dalla Edison Company.

## Distribuzione
Distribuito dalla General Film Company, il film - un cortometraggio in due bobine - uscì nelle sale cinematografiche degli Stati Uniti il 5 giugno 1914.